# Lisiogóra
Lisiogóra – wieś w Polsce położona w województwie mazowieckim, w powiecie przasnyskim, w gminie Przasnysz. Ma status sołectwa.
W latach 1975–1998 miejscowość administracyjnie należała do województwa ostrołęckiego.
W 1884 wieś została odnotowana pod nazwą Lisiagóra w „Słowniku geograficznym Królestwa Polskiego i innych ziem słowiańskich”. Należała wówczas do powiatu przasnyskiego, gminy Karwacz oraz parafii Bogate. Liczyła wówczas 11 domów i miała 92 mieszkańców. Jej obszar wynosił 428 mórg oraz 3 morgi nieużytków. Autor hasła wspomniał opinię Towarzystwa Kredytowego Ziemskiego, że we wsi znajdował się 308-morgowy folwark, a ona sama miała 75 mórg ziemi. 
Jednak w opisie gminy Karwacz w tym samym „Słowniku” wieś jest wymieniona już pod współczesną nazwą Lisiogóra.